# Илюхин, Владимир Дмитриевич
Владимир Дмитриевич Илюхин (1923—2007) — советский художник-живописец, портретист и пейзажист. Член СХ СССР (1947). Народный художник Мордовской АССР (1983). Заслуженный художник РСФСР (1983). Народный художник РСФСР (1988).

## Биография
Родился 21 октября 1923 года в селе Починка, Нижегородской области.
С 1937 по 1941 год обучался в Ленинградской средней художественной школе.
С 1942 года призван в ряды РККА, и после окончания артиллерийского училища и учебного артиллерийского центра был направлен в действующую армию, участник Великой Отечественной войны, был дважды ранен. В. Д. Илюхин был участником боёв на Карельском и 1-м Украинском фронтах, участник освобождения Праги и штурма Берлина. 24 июля 1944 года был награждён Медалью «За боевые заслуги» и 18 января 1945 года — Орденом Красной Звезды. В 1945 году после окончания войны В. Д. Илюхин в звании старшего техника-лейтенанта был уволен в запас.
С 1937 года В. Д. Илюхин был участником республиканских, всероссийских и всесоюзных художественных выставок. Был одним из организаторов мордовского отделения СХ СССР.
Основные художественные работы В. Д. Илюхина: 1943 год — «Старый дом», 1952 год — «Встреча А. В. Суворова с Ф. Ф. Ушаковым в Севастополе», 1958 год — «Советская улица. Саранск», 1963 год — «Портрет мордовского поэта Никула Эркая», 1970 год — «Темников. Солнечный день», 1972 год — «Портрет жены», «Портрет телятницы Н. А. Косолаповой», 1973 год — «Портрет молодой доярки Ани Пиксиной», 1976 год — «Доярка Е. А. Криворотова» и «Под осенним солнцем», 1980 год — «Весенняя пора», 1982 год — «Новая песня. Участники Кочетовского народного хора», 1983 год — «Солнечный день осени», 1993 год — «Красная Подгора», 1995 год — «Портрет Оли», 1998 год — «Берег Парцы».
Художественные произведения В. Д. Илюхина хранятся в различных российских и зарубежных музеях, галереях и частных собраниях, большинство работ хранится в Мордовском республиканском музее изобразительных искусств имени С. Д. Эрьзи и Мордовском республиканском объединённом краеведческом музее имени И. Д. Воронина.
В 1947 году В. Д. Илюхин был избран членом Союза художников СССР.
В 1956 году В. Д. Илюхину было присвоено почётное звание Заслуженный деятель искусств Мордовской АССР, в 1983 году — народный художник Мордовской АССР.
В 1983 году В. Д. Илюхин был удостоен Государственной премии Мордовской АССР.
В 1980 году Указом Президиума Верховного Совета РСФСР В. Д. Илюхину было присвоено почётное звание Заслуженный художник РСФСР, в 1988 году — Народный художник РСФСР.
Умер 16 ноября 2007 года в Саранске.

## Награды
- Орден Отечественной войны I степени (6.04.1985[8])
- Орден Красной Звезды (18.01.1945)
- Медаль «За боевые заслуги» (24.07.1944)

### Звания
- Народный художник РСФСР (1988 — «за большие заслуги в области искусства»)
- Народный художник Мордовской АССР (1983)
- Заслуженный художник РСФСР (1980)
- Заслуженный деятель искусств Мордовской АССР (1956)

### Премия
- Государственная премия Мордовской АССР (1983)